# Chiến tranh Schleswig lần thứ nhất
Chiến tranh Schleswig đầu tiên (tiếng Đức: Schleswig-Holsteinischer Krieg), còn được gọi là Khởi nghĩa Schleswig-Holstein (tiếng Đức: Schleswig-Holsteinische Erhebung) và Chiến tranh ba năm (tiếng Đan Mạch: Treårskrigen), là một cuộc xung đột quân sự ở miền nam Đan Mạch và miền bắc nước Đức bắt nguồn từ Liên minh Schleswig-Holstein, tranh luận về vấn đề ai sẽ kiểm soát các Công quốc Schleswig, Holstein và Lauenburg, những người vào thời điểm đó được cai trị bởi vua Đan Mạch trong một liên minh cá nhân. Cuối cùng, phía Đan Mạch đã giành chiến thắng với sự hỗ trợ ngoại giao của các cường quốc, đặc biệt là Anh và Nga, vì các công quốc này nằm gần một tuyến đường biển Baltic quan trọng nối liền cả hai cường quốc.
Dân số đa số là người Đan Mạch ở Bắc Schleswig (gần khu vực được trả lại cho Đan Mạch sau Thế chiến thứ nhất) trong khi ở phần còn lại của Schleswig và ở Holstein và Lauenburg, đa số là người Đức.
Tháng 3 năm 1848, người Đức ở Schleswig, Holstein và Lauenburg nổi dậy, thành lập chính phủ và quân đội lâm thời. Vì Holstein và Lauenburg là các quốc gia thành viên của Liên minh Đức, nên nó ủng hộ quân nổi dậy như một cuộc chiến tranh liên bang (Bundeskrieg) theo quy chế của nó. Điều này được tiếp tục bởi Chính phủ Trung ương Đức (của nhà nước liên bang đã thay thế Liên bang vào năm 1848/49-51), với hầu hết quân đội Đức do Phổ chuyển giao.
Chiến tranh bị gián đoạn vào tháng 8 năm 1848 bởi hiệp định đình chiến Malmö nhưng lại bắt đầu bằng một cuộc tấn công của Đan Mạch vào tháng 2 năm 1849. Vào mùa hè năm 1850, Phổ phải rút lui và để quân nổi dậy tự quyết. Vào ngày 1 tháng 4 năm 1851, quân đội Schleswig-Holstein bị giải tán. Nghị định thư Luân Đôn năm 1852 là giải pháp cuối cùng cho cuộc xung đột với các cường quốc xác nhận vua Đan Mạch là công tước của các công quốc nhưng cũng tuyên bố rằng các công quốc phải độc lập khỏi Đan Mạch.

## Diễn biến
Vào đầu năm 1848, Đan Mạch bao gồm Công quốc Schleswig, và vua Đan Mạch cai trị các công quốc Holstein và Sachsen-Lauenburg trong Liên bang Đức. Phần lớn người dân tộc Đức ở Đan Mạch sống ở những khu vực này. Người Đức chiếm một phần ba dân số của đất nước, và ba công quốc chiếm một nửa nền kinh tế của Đan Mạch. Chiến tranh Napoléon, kết thúc vào năm 1815, đã thúc đẩy chủ nghĩa dân tộc của cả Đan Mạch và Đức. Hệ tư tưởng Liên Đức đã trở nên có ảnh hưởng lớn trong những thập kỷ trước chiến tranh, và các nhà văn như Jacob Grimm (1785–1863) và Peter Andreas Munch người Na Uy (1810–1863) lập luận rằng toàn bộ bán đảo Jutland đã có người Đức sinh sống trước khi người Đan Mạch đến và do đó người Đức có thể đòi lại nó một cách chính đáng. Jens Jacob Asmussen Worsaae (1821–1885), một nhà khảo cổ học đã khai quật các phần của Danevirke, bác bỏ những tuyên bố thân Đức, viết những cuốn sách nhỏ lập luận rằng không có cách nào biết được ngôn ngữ của những cư dân đầu tiên trên lãnh thổ Đan Mạch, rằng người Đức đã có những yêu sách lịch sử vững chắc hơn đối với phần lớn nước Pháp và Anh, và rằng người Slav theo lý do tương tự có thể thôn tính các phần của miền đông nước Đức.
Các mục tiêu trái ngược nhau của những người theo chủ nghĩa dân tộc Đan Mạch và Đức đã góp phần làm bùng nổ Chiến tranh Schleswig lần thứ nhất. Những người theo chủ nghĩa dân tộc Đan Mạch tin rằng Schleswig, chứ không phải Holstein, nên là một phần của Đan Mạch, vì Schleswig có một số lượng lớn người Đan Mạch, trong khi Holstein thì không. Những người theo chủ nghĩa dân tộc Đức tin rằng Schleswig, Holstein và Lauenburg nên duy trì sự thống nhất, và niềm tin của họ rằng Schleswig và Holstein không nên bị tách rời đã dẫn đến việc hai công quốc được gọi là Schleswig-Holstein. Schleswig đã trở thành một nguồn gây tranh cãi đặc biệt, vì nó chứa một số lượng lớn người Đan Mạch, người Đức và người Bắc Frisia. Một nguyên nhân khác của cuộc chiến là sự thay đổi đáng ngờ về mặt pháp lý đối với các quy tắc kế vị công tước ở các công quốc.
Vua Christian VIII của Đan Mạch qua đời vào tháng 1 năm 1848. Con trai hợp pháp duy nhất của ông, Frederick VII tương lai, dường như không thể có người thừa kế, do đó các công quốc dường như sẽ chuyển sang quyền cai trị của Nhà Oldenburg, điều này có thể dẫn đến sự phân chia của Đan Mạch. Theo đó, Christian VIII đã ra sắc lệnh (ngày 8 tháng 7 năm 1846) thay đổi luật kế vị ở các công quốc để cho phép kế vị theo dòng dõi nữ. Việc thực hiện luật này là bất hợp pháp.
Câu hỏi về Schleswig-Holstein cũng là mối quan tâm lớn của các cường quốc châu Âu khác. Để duy trì quyền tiếp cận Baltic, Bộ trưởng Ngoại giao Anh Lord Palmerston muốn quyền kiểm soát eo biển Đan Mạch nối Biển Bắc với Biển Baltic không được kiểm soát bởi bất kỳ cường quốc châu Âu nào như Phổ. Theo quan điểm của Palmerston, việc có một cường quốc tương đối yếu như Đan Mạch duy trì quyền kiểm soát eo biển Đan Mạch tốt hơn nhiều so với việc có một cường quốc mạnh, và do đó, Anh có xu hướng ủng hộ các yêu sách của Đan Mạch, tin rằng một cuộc chiến tranh Đan Mạch-Phổ có thể dẫn đến việc Phổ thôn tính không chỉ hai công quốc mà còn toàn bộ Đan Mạch. Tương tự như vậy, Hoàng đế Nicholas I của Nga ủng hộ Đan Mạch vì ông không muốn một cường quốc kiểm soát eo biển Đan Mạch. Nicholas cũng tin rằng nếu Đan Mạch bị đánh bại ngay cả khi không bị thôn tính, điều đó có thể dẫn đến việc người Đan Mạch gia nhập Liên minh Scandinavi, điều này sẽ gây ra mối đe dọa tiềm ẩn đối với khả năng rời Baltic của hạm đội Baltic thuộc Hải quân Đế quốc Nga. Pháp, cường quốc châu Âu phản đối sự thống nhất của Đức nhất, là do Cách mạng năm 1848 không thể có lập trường mạnh mẽ đối với các vấn đề của Đức.